# Вострецово (Охотський район)
Вострецо́во (рос. Вострецово) — село у складі Охотського району Хабаровського краю, Росія. Адміністративний центр та єдиний населений пункт Вострецовського сільського поселення.

## Населення
Населення — 560 осіб (2010; 982 у 2002).
Національний склад (станом на 2002 рік):
- росіяни — 78 %